# 环己西林

环己西林的合成方法

环己西林是一种有机化合物，化学式为C15H23N3O4S，它是一种氨基青霉素类抗生素。它已被新型抗生素取代，在美国已不再用于临床。
它可以环己酮为原料，经多步反应制得。